# Hello, I'm Johnny Cash
Hello, I'm Johnny Cash es el trigésimo segundo (32) álbum del cantante country Johnny Cash lanzado el año 1970 bajo el sello discográfico Columbia.
"If I Were a Carpenter", canción que hizo en dueto junto a su esposa June Carter Cash le hizo ganar un Premio Grammy por mejor presentación country por un dúo o grupo musical en 1970, la canción también llegó al #2 en los rankings country. El álbum también incluye "To Beat the Devil". Es el primer cover que hace Cash de una canción del cantante Kris Kristofferson. Los dos colaborarán muchas veces más en el futuro, pero la versión más memorable fue "Sunday Mornin' Comin' Down". En el álbum también aparecen las canciones "See Ruby Fall" y "Blistered", los cuales tuvieron mucho éxito.

## Canciones
1. Southwind – 3:15
(Cash)
2. Devil to Pay – 3:28
(Leon Rusk y Merle Travis)
3. 'Cause I Love You – 2:34
(Cash)
4. See Ruby Fall – 2:52
(Cash y Roy Orbison)
5. Route No. 1, Box 144 – 2:28
(Cash)
6. Sing a Traveling Song – 3:08
(Ken Jones)
7. If I Were a Carpenter – 3:00
(Tim Hardin)
8. To Beat the Devil – 4:22
(Kris Kristofferson)
9. Blistered – 2:25
(Billy Ed Wheeler)
10. Wrinkled Crinkled Wadded Dollar Bill – 2:32
(Vincent Matthews)
11. I've Got a Thing About Trains – 2:50
(Jack Clement)
12. Jesus Was a Carpenter – 3:57
(Chris Warren)

## Personal
- Johnny Cash - Vocalista
- Carl Perkins - Guitarra
- Bob Wooton - Guitarra
- Jerry Shook - Guitarra
- Norman Blake - Dobro y Guitarra
- Marshall Grant - Bajo
- W.S. Holland - Percusión
- Bill Pursell - Piano
- George Tidwell - Trompeta
- The Carter Family - Coristas
- Byron Bach - Cuerdas
- Harold Cruthirst - Cuerdas
- Brenton Banks - Cuerdas
- Howard Carpenter - Cuerdas
- Don Cassell - Cuerdas
- Marvin Chantry - Cuerdas
- Solie Fott - Cuerdas
- Jerry Wayne - Cuerdas
- Lillian Hunt - Cuerdas
- Martin Kathan - Cuerdas
- Shelly Kurland - Cuerdas
- Stephanie Wolfe - Cuerdas
- Rufus Long - Cuerdas
- John Lochner - Cuerdas
- Akira Nagai - Cuerdas
- Claude O'Donnell - Cuerdas
- Suzanne Parker - Cuerdas

## Posición en listas
Álbum - Billboard (América del Norte)
| Año  | Tabla           | Posición |
| ---- | --------------- | -------- |
| 1970 | Álbumes Country | 1        |
| 1970 | Álbumes Pop     | 6        |

Canciones - Billboard (América del Norte)
| Año  | Canción                 | Tabla             | Posición |
| ---- | ----------------------- | ----------------- | -------- |
| 1969 | "Blistered"             | Canciones Country | 4        |
| 1969 | "Blistered"             | Canciones Pop     | 50       |
| 1969 | "See Ruby Fall"         | Canciones Country | 4        |
| 1969 | "See Ruby Fall"         | Canciones Pop     | 75       |
| 1969 | "If I Were a Carpenter" | Canciones Country | 2        |
| 1969 | "If I Were a Carpenter" | Canciones Pop     | 36       |